# 싱커

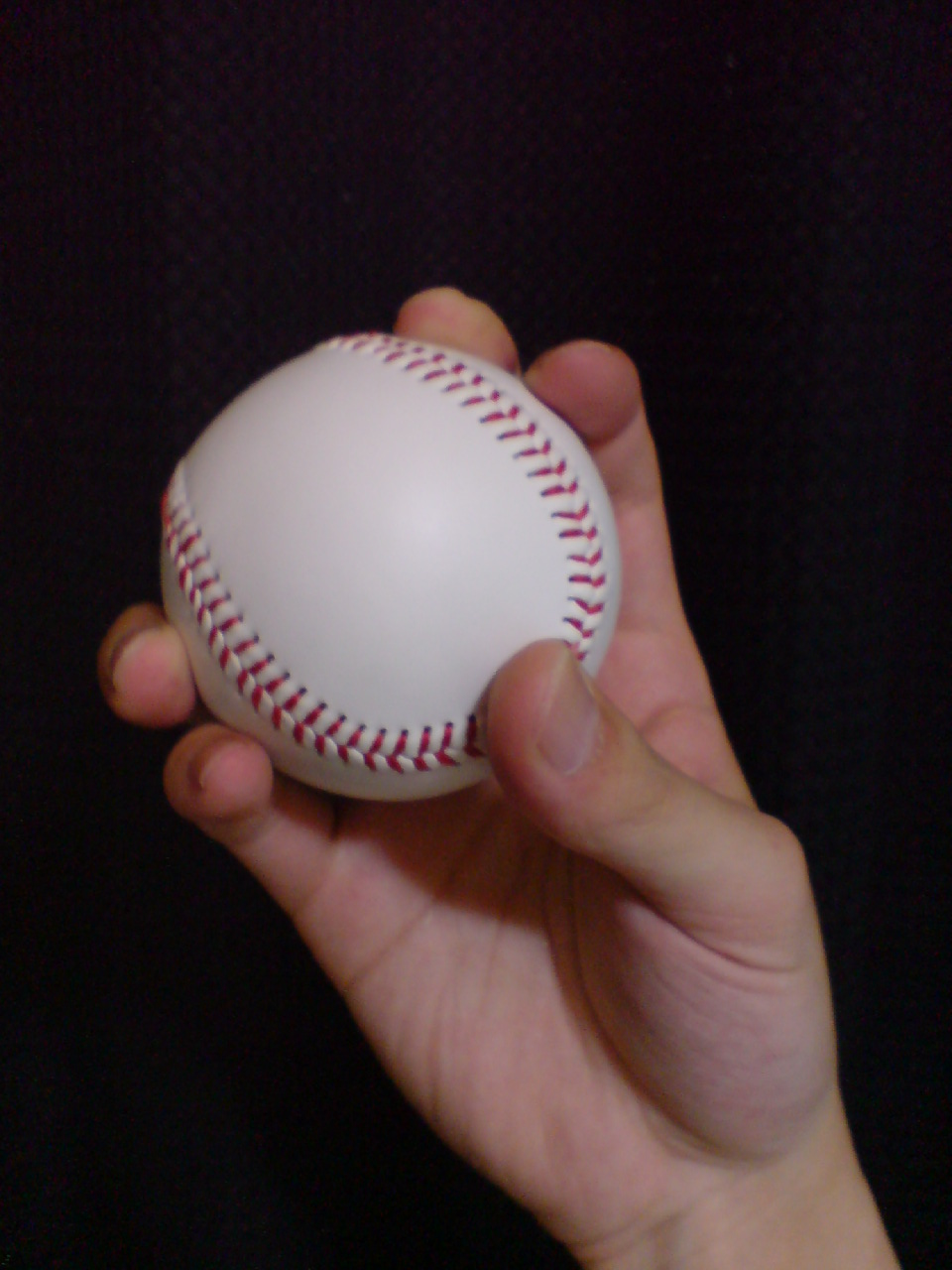
싱커의 공 잡는 법 ①

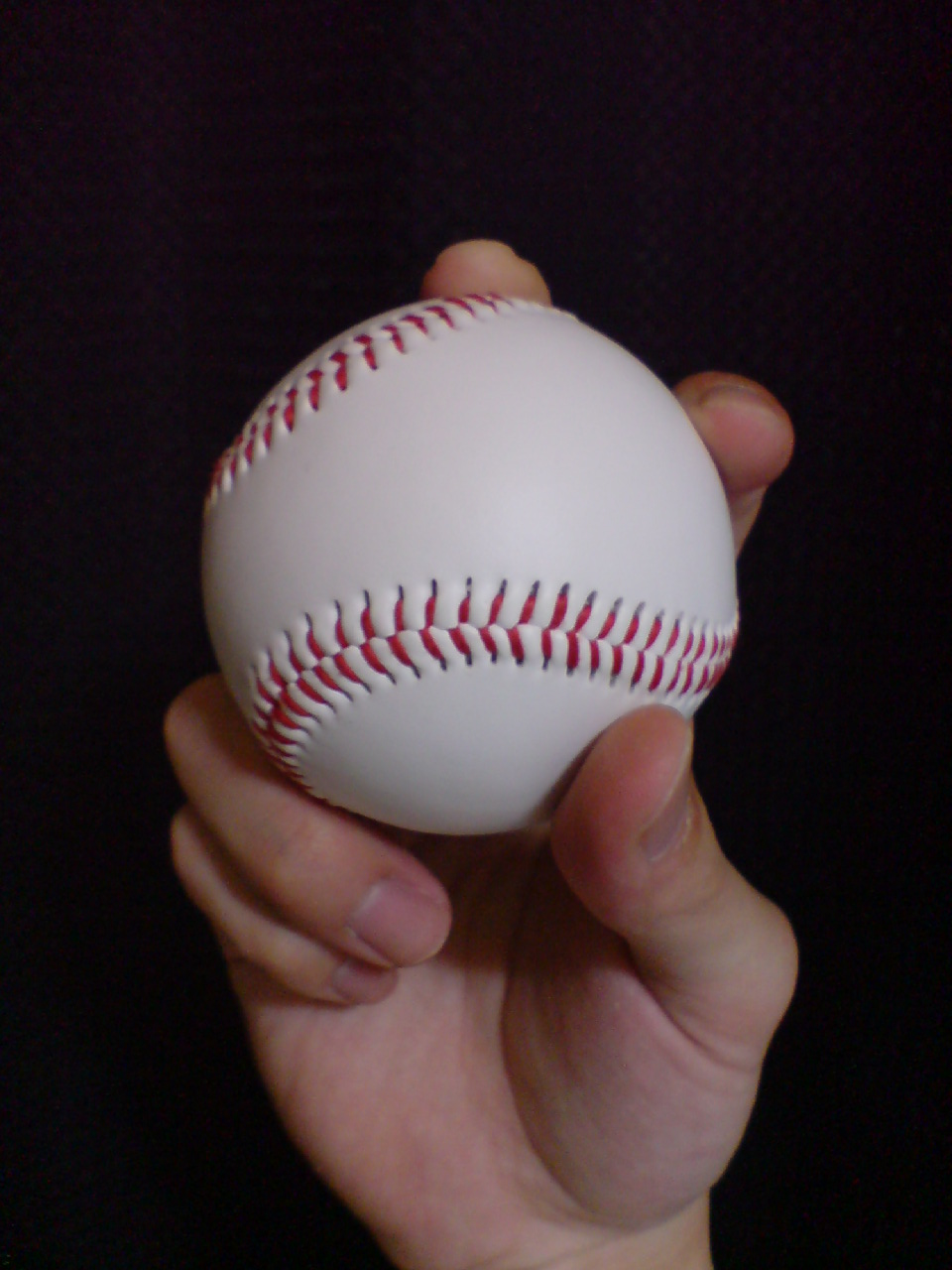
싱커의 공 잡는 법 ②

싱커(Sinker)는 야구에서 투구의 구종 중 하나이다.
싱킹 패스트볼이라고도 불린다

## 특징
스플리터, 포크볼과 비슷한 구종으로서 처음에는 타자의 눈엔 치기 좋은 직구처럼 보인다. 하지만 타자가 방망이를 휘두르때 쯤이면 공은 갑자기 살짝 횡 방향 움직임을 보이면서 가라앉아 버린다. 가라앉는 특성 때문에 삼진보다는 땅볼을 유도하기에 좋다. 또, 방어적인 팀인 경우, 싱커를 잘 던지는 선수가 있으면 매우 유리하다. 왜냐하면 싱커는 치기도 힘들고 맞아 봤자 땅볼만 나기 때문이다.
싱커는 투심 패스트볼의 일종으로서 포심 패스트볼과 비교해도 구속 차이가 극히 적은 편, 투심 그립으로 쥔 상태에서 투수의 손등이 투수를 향하도록 손목을 틀어서 쥐며(릴리스 순간에 손목을 비틀듯이 회전시키는 경우가 있는데, 이렇게 구사하면 팔꿈치에 매우 안 좋다. 손목 또는 하박의 각도를 미리 세팅 해놓은 상태에서 패스트볼 던지듯이 던져야 한다.), 릴리스 순간에는 검지 쪽으로 볼을 채워주므로 인하여 역회전이 걸리게 한다.
오버스로 투수들의 경우에는 팔 스윙이 위에서 아래로, 수직 방향에 가깝게 형성되기에 싱커를 구사하려면 부자연스러움이 눈에 뛸 정도로 손목, 팔꿈치 틀어서 쥐어야 하는 바, 구사가 쉽지 않다. 때문에 오버스로 투수들의 투심 패스트볼은 백 스핀에 가까운 회전을 (볼이 투수 쪽을 향해서 회전하는 상태에서 회전 방향이 약간 틀어지게 되는 정도) 하는 경우가 많은 바, 싱커보다는 투심 또는 투심 패스트볼로 불리는 경향이 강하다.
반면 팔의 각도가 낮은 투수들은 투심 패스트볼을 구사할 때, 시계 반대 방향으로 회전을 주는 것이 수월하다. 이로 인하여 리버스 슬라이더의 성질이 나타나는가 하면 스플리터 못지 않은 큰 낙차를 형성하기도 한다. 때문에 스리쿼터 이하, 낮은 팔 각도를 가진 투수들의 투심 패스트볼이 싱커로 불리는 경우가 많다.
한국의 경우에는 사이드암, 언더스로 투수들이 싱커를 주무기로 구사하는 경우가 많았는데, 언더스로 투수들의 경우에는 패스트볼을 구사할 때에 톱 스핀이 걸리는가 하면 커브를 구사할 때에 백 스핀이 걸리는 등, 오버스로의 싱커와 완전히 달라진다. 때문에 언더스로 투수들의 싱커는 실제로도 스크류볼과 흡사한 회전을 하게 되는 바, 스크류볼을 연상시키는 큰 변화를 보여주기도 한다. 
때문에 한국에서는 싱커를 슬라이더의 반대 방향으로 휘거나 떨어지는 변화구(리버스 슬라이더) 또는 스크류볼과 흡사한 구종으로 알고 있는 경우가 많다. 반면 메이저리그에서 싱커로 유명한 투수들은 3쿼터에서 사이드암 사이의 팔 각도를 가진 경우가 많은 바, 구속이 굉장히 빠른(포심 패스트볼과 속도 차이가 적은) 하드 싱커가 일반적이다. 대표적인 투수라면 케빈 브라운, 브랜드 웹, 데릭 로우, 왕첸민 등을 들 수 있다.

## 그립법
대부분의 투수들이 구사하는 싱커 그립은 투심 패스트볼 그립과 같다. 경우에 따라서 그립을 변형시켜서 한쪽 실밥에 검지와 중지를 모으거나 양쪽 손가락 사이를 스플리터성으로 넓혀서 잡는 경우도 있다.
참고로 위에 올려져 있는 사진은 변형된 그립이다. 정석 그립은 위에 올려져 있는 사진들이 아닌, 투심 패스트볼 그립을 검색해서 참조하는 것이 맞을 듯 싶다.

## 선수
이 구종을 잘 구사한 대표적인 투수로는 MLB의 데릭 로, 케빈 브라운, 제이크 웨스트브룩, 왕젠민, 브랜던 웹, 잭 브리튼 등이 있으며, 대한민국에서는 전 두산 베어스의 투수인 조계현 LG 트윈스 투수코치와 전 KIA 타이거즈의 투수인 박충식이 싱커를 주무기로 사용했다. 이외에도 싱커를 사용하는 선수로는 우규민, 정대현, 이재곤, 장명부, 김현욱, 임경완, 아킬리노 로페즈, 브랜던 나이트, 유희관 등이 있다.

## 같이 보기
- 투심 속구